# Балицкий, Владимир Сергеевич
Владимир Сергеевич Балицкий (род. 1932) — учёный-геолог, геохимик, лауреат премии имени А. Е. Ферсмана (1991).
Заведующий лабораторией синтеза минералов Института экспериментальной минералогии РАН, доктор геолого-минералогических наук, академик РАЕН (1991). 

## Награды
- Государственная премия СССР (в составе группы, за 1979 год) — за разработку и промышленное освоение синтеза и облагораживания камнесамоцветного сырья
- Премия имени А. Е. Ферсмана (1999) — за серию работ «Синтез и модифицирование драгоценных камней»